# V344 Возничего
V344 Возничего (лат. V344 Aurigae) — одиночная переменная звезда в созвездии Возничего на расстоянии (вычисленном из значения параллакса) приблизительно 14548 световых лет (около 4460 парсеков) от Солнца. Видимая звёздная величина звезды — от +18,2m до +16,7m.

## Характеристики
V344 Возничего — красная углеродная пульсирующая полуправильная переменная звезда (SR:) спектрального класса C(N). Эффективная температура — около 3299 K.